# Katharina Mayberg
Katharina Mayberg (* 31. März 1923 in Altona; † 21. Februar 2007 in Hamburg-Othmarschen; eigentlich Ursel Käthe Neb) war eine deutsche Schauspielerin.

## Leben und Karriere
Katharina Mayberg kam als Tochter des Kapitäns Richard Johannes Neb und dessen Ehefrau Käthe Maragrethe Emilie Frieda, geb. Steffen zur Welt. Sie nahm von 1946 bis 1948 Schauspielunterricht an der Schauspielschule des Deutschen Schauspielhauses in Hamburg bei Waldemar Staegemann und Lotte Brackebusch und erhielt zudem eine Tanzausbildung. Zunächst arbeitete sie als Bühnendarstellerin. Von 1948 bis 1949 war sie an der Eppendorfer Jugendbühne engagiert, danach gab sie Gastspiele. Sie verkörperte unter anderem Scampolo in dem gleichnamigen Theaterstück, Tonette in Der eingebildete Kranke und wirkte in Das Haus in Montevideo von Curt Goetz mit.
Ende der 1940er Jahre debütierte sie als Filmschauspielerin, spielte unter anderem 1949 in der DEFA-Filmkomödie Figaros Hochzeit und avancierte in den 1950er und 1960er Jahren zu einer beliebten Darstellerin in deutschen Filmproduktionen. In Filmen wie Die schöne Müllerin (1954), Rosen-Resli (1954) und Mazurka der Liebe, einer Filmadaption der Millöcker-Operette Der Bettelstudent, wurde sie auch international bekannt. In der Produktion ihrer Schimmelreiter Albis Film GmbH spielte sie unter der Regie von Alfred Weidenmann ihre letzte Rolle, die der Magd Ann Grete, im Film Der Schimmelreiter (1978). Neben ihrer Arbeit als Schauspielerin war sie auch für den Rundfunk tätig.
Katharina Mayberg war seit 1956 mit dem 1992 verstorbenen Filmproduzenten Alf Teichs verheiratet und hatte einen Sohn.

## Filmografie
- 1948: Die Zauberschere
- 1948: Die Söhne des Herrn Gaspary
- 1949: Mordprozess Dr. Jordan
- 1949: Figaros Hochzeit
- 1950: Der Theodor im Fußballtor
- 1951: Unvergängliches Licht
- 1951: Der blaue Stern des Südens
- 1952: Hinter Klostermauern
- 1953: Ehe für eine Nacht
- 1953: Die Todesarena
- 1954: Heideschulmeister Uwe Karsten
- 1954: Die süßesten Früchte
- 1954: Rosen-Resli
- 1954: Die schöne Müllerin
- 1954: Mannequins für Rio
- 1955: Die Wirtin an der Lahn
- 1956: Die Frau des Hochwaldjägers
- 1956: Der erste Frühlingstag
- 1956: Das nackte Leben
- 1957: Mazurka der Liebe
- 1957: Das Seepferdchen (TV)
- 1958: Dr. Crippen lebt
- 1958: Ein Glücksrad dreht sich in Paris (TV)
- 1958: Immer die Radfahrer
- 1958: Siegfried – Die Sage der Nibelungen (Sigfrido)
- 1960: Ich heirate Herrn Direktor
- 1960: Im Namen einer Mutter
- 1960: Il carro armato dell'8 settembre
- 1960: Madame Sans-Gêne (TV)
- 1961: Kauf Dir einen bunten Luftballon
- 1961: Junge Leute brauchen Liebe
- 1961: Mann im Schatten
- 1962: Schluck und Jau (TV)
- 1962: Auf Wiedersehn am blauen Meer
- 1963: Eine leichte Person (TV)
- 1963: Durchbruch Lok 234
- 1963: Hafenpolizei (Fernsehserie) – Der chinesische Koch
- 1963: Horch, was kommt von draußen rein (TV)
- 1965: Alle machen Musik (Fernsehserie) – Sabine durch 3
- 1966: Jan Himp und die kleine Brise (TV)
- 1966: Cliff Dexter (Fernsehserie) – Die herrenlose Dogge
- 1966: Der Fall Vera Brühne (TV)
- 1967: Polizeifunk ruft (Fernsehserie) – Der Blumenstrauß
- 1967: Spiel mit dem Tode (TV)
- 1968: Eine Gefangene bei Stalin und Hitler (TV)
- 1968: Anker auf und Leinen los! (Fernsehserie) – Landratten an Bord
- 1968: Hafenkrankenhaus (Fernsehserie) – Aktion Grossmama
- 1969: Percy Stuart (Fernsehserie) – Gespenster
- 1969: Der Versager (TV)
- 1970: Der Portland-Ring (TV)
- 1971: Familie Werner auf Reisen (Fernsehserie) – Dänemark: Die alte Liebe
- 1971: Iwanow (TV)
- 1972: Wilder Sex junger Mädchen
- 1972: Die Vitrine (TV)
- 1973: Sechs unter Millionen (Fernsehserie)
- 1971: Neues vom Kleinstadtbahnhof (Fernsehserie) – Kandidaten
- 1974: Motiv Liebe – Alt genug für das Leben zu zweit
- 1975: Lehmanns Erzählungen (TV)
- 1976: Ein herrlicher Tag (TV)
- 1978: Der Schimmelreiter
- 1987: Großstadtrevier (Fernsehserie) – Amamos und Konsorten